# مسجد مصطفى محمود
مسجد مصطفى محمود أو مسجد محمود -التسمية الصحيحة للمسجد- بناه العالِم الموسوعي والأديب والمفكر المصري د.مصطفى محمود في عام 1979م.
يقع في شارع الشيخ صالح موسى شرف وعرف هذا الشارع باسم شارع مصطفى محمود نسبة للمسجد، وهو أيضاً مواجه لشارع جامعة الدول، أحد أهم الشوارع الرئيسية بمنطقة المهندسين بمدينة بالجيزة, عاصمة محافظة الجيزة.
والمسجد من الحجم المتوسط من حيث المساحة، وقد اكتسب أهميته من كم التبرعات المالية والعينية التي يقدمها للفقراء, إضافة إلى العيادة الملحقة بالمسجد والتي تقدم الخدمات الطبية في متناول الجميع وعلى درجة عالية من الكفاءة, وكذلك مشروع الأطعام الخيري المسمى (مائدة الرحمن) والتي تقدم الطعام إلى عابري السبيل والفقراء في شهر رمضان المبارك المعظم.

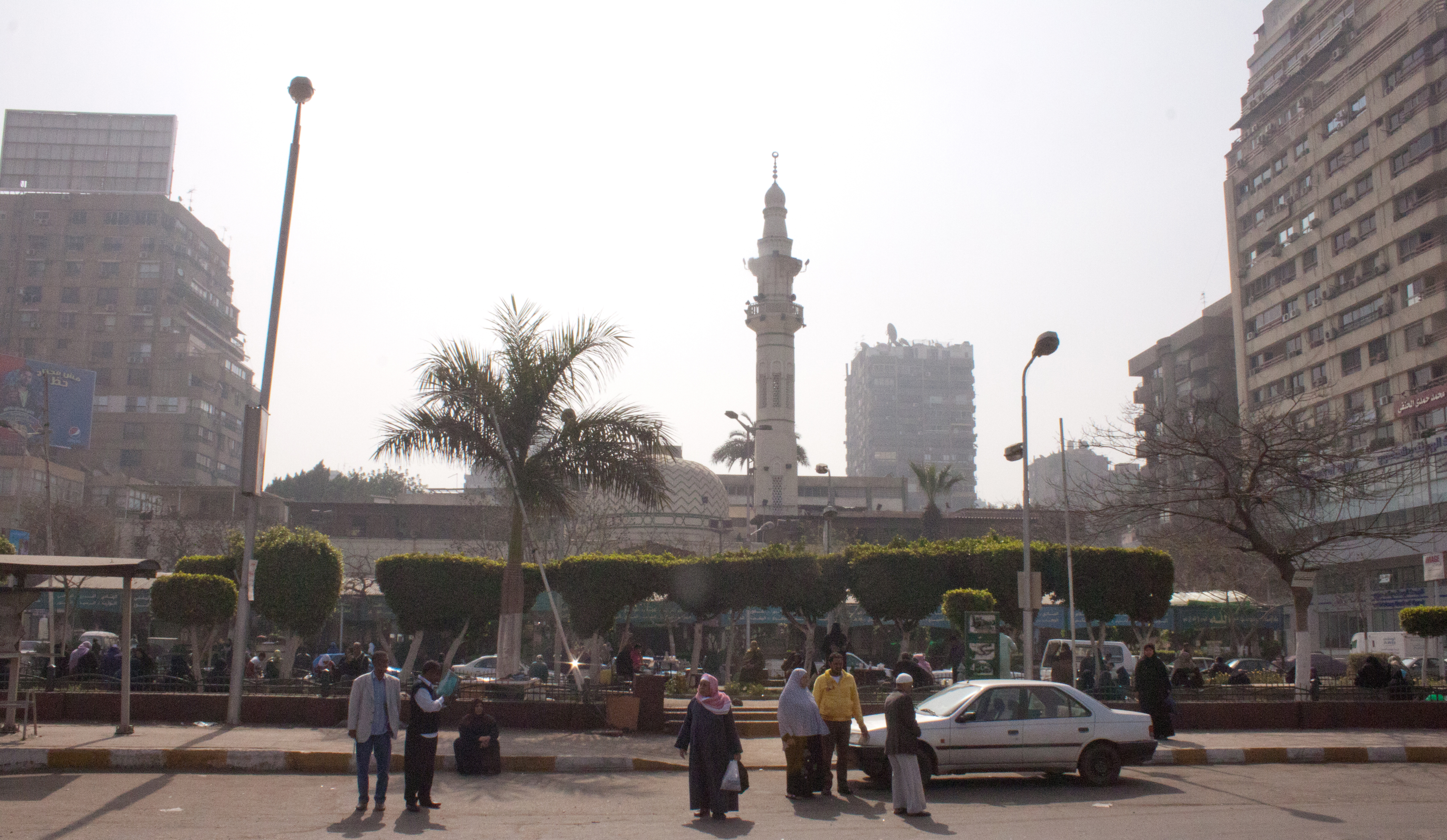
مسجد مصطفى محمود من أشهر مساجد المهندسين

ويضم المسجد أيضا ثلاث مراكز طبية و مستشفى تهتم بعلاج ذوي الدخل المحدود ويقصدها الكثير من أبناء مصر نظراً لسمعتها الطبية الجيدة، و قوافل طبية تتكون من 16 طبيباً، و تتفرع من المسجد الجمعية الفلكية بمسجد محمود الشهيرة التي تضم أربعة مراصد فلكية، و متحف للجيولوجيا، و تضم أساتذةً يعطون دروساً في علوم الفلك والفضاء. ويضم المتحف مجموعة من
الصخور الجرانيتية، و الفراشات المحنطة بأشكالها المتنوعة و بعض الكائنات البحرية.
يشتهر المسجد أيضاً بتنظيـم احتفاليات سنوية في المناسبات الدينية الرئيسية مثل رأس السنة الهجرية والمولد النبوي الشريف يحضرها شيوخ من كبار علماء الأزهر الشريف وقيادات محلية مثل محافظ الجيزة وأعضاء المجلس المحلي والتنفبذي.
كما ينظم المسجد ساحات واسعة لأداء صلاة العيدين تتسع للآلاف الذين يفدون من مناطق مختلفة لحضور الصلاة، ويشارك في الخطب شيوخ من وزارة الأوقاف.
من أئمة المسجد :
- الشيخ أحمد الشبراوي ، إمام المسجد حاليًا .[بحاجة لمصدر]
- الشيخ الراحل شاكر الحربي.[بحاجة لمصدر]
- الشيخ سيد كساب.[بحاجة لمصدر]
- الشيخ عيد حسن أبو عشرة.[بحاجة لمصدر]
- الشيخ محمود الدميري (رمضان 1432 ، 1434).[بحاجة لمصدر]
- الشيخ رجب صابر (رمضان 1434).[بحاجة لمصدر]
- الشيخ خالد الجارحي (رمضان 1433).[بحاجة لمصدر]
- الشيخ محمد عبد العال الدومي (شوال 1434- صفر 1437).[2][3][4][5]

و من خطباء المسجد بصلاة الجمعة :
- الشيخ أحمد الشبراوي ، إمام المسجد.
- فضيلة الأستاذ الدكتور محمد قاسم المنسي أستاذ الشريعة بجامعة القاهرة.
- فضيلة الأستاذ الدكتور صلاح زيدان عميد كلية الشريعة سابقًا.
- فضيلة الأستاذ الدكتور محمد عبده، الأستاذ بكلية الأزهر.

كما يستضيف المسجد عدد من المشايخ والأساتذة المتخصصين لإلقاء دروس دورية بالمسجد ومنهم :
- الأستاذ الدكتور عادل هندي، المدرس المساعد بكلية الدعوة بجامعة الأزهر الشريف ومسئول الاستشارات بمؤسسة الإسلام اليوم.
- الشيخ فكري حسن إسماعيل، من كبار علماء الأزهر الشريف ووكيل وزارة الأوقاف سابقًا.
- الشيخ أحمد ربيع ، إمام وخطيب في وزارة الأوقاف المصرية.
- الشيخ حمادة طنطاوي، مسئول الإرشاد الديني بوزارة الأوقاف المصرية.